# Stadion Bandžovo Brdo
Stadion Bandžovo Brdo – stadion sportowy w miejscowości Rožaje, w Czarnogórze. Obiekt może pomieścić 2500 widzów. Swoje spotkania rozgrywają na nim piłkarze klubu FK Ibar Rožaje.